# Афган-Мухаммед
Афган-Мухаммед султан (узб. Arab Muhammad sulton , тат. Әфганмөхәммәт, Əfğənmөxəmmət, افغانمحمد‎, 1611 Хива. — ум. 17 сентября 1648, Касимов) — хорезмский служилый царевич, из шибанидов, сын хивинского хана Араб Мухаммад-хана (عربمحمد‎), младший брат хивинского хана Абулгази.
Афган-Мухаммед был вывезен в Россию в 1622 году якобы на службу. Но истинная причина заключалась в спасении от двух старших братьев (Исфандияр-хан), которые насильно захватили власть в Хиве и убили отца. Он был вывезен русским послом Иваном Хохловым в возрасте 11 лет в период смутного времени.
31 декабря 1622 года был почетно принят царем Михаилом Фёдоровичем. В дальнейшем он воспитывался во дворце Московского царя.

## Смерть
Он умер в Москве в 1648 году в месяц рамадан. Его женой была Алтун-ханум, дочь Хаджим-султана (Хаджи Мухаммад-хана), сына Агатай-хана. Он был погребён в Касимове, на Старопосадском кладбище в своем мавзолее — текие, которое построила для него его жена Алтын (التون‎) ханым в 1649 г. Жена пережила мужа всего на три года.